# DBASE
DBASE (vormgegeven als dBASE) is een databaseproduct van Ashton-Tate (overgenomen door Borland en zelfstandig als dBase Inc.), dat als databasegereedschap in de jaren tachtig van de 20e eeuw populair werd op het pc-platform, waar het tot ca. 1991 het dominante databasepakket onder MS-DOS was. De Windowsversies waren inferieur aan de concurrentie waardoor het product stilaan verdween van de markt.
Toch bleef dBASE lange tijd mede de standaard in databases, omdat concurrenten krachtigere tools aanboden voor de dBASE-bestandstructuur. Foxpro (Fox Software, later overgenomen door Microsoft), Quicksilver en Clipper (van Nantucket, later Computer Associates) boden compilers, waarmee krachtige en snelle toepassingen geprogrammeerd konden worden, en belangrijke functionele en technische uitbreidingen. Daaronder bijvoorbeeld efficiëntere indexen (waarmee een sneller bestandstoegang mogelijk was), het programmeren van functies (in standaard dBASE niet mogelijk) en de mogelijkheid in C geprogrammeerde modules te linken.
De belangrijkste beperking was dat database-integriteit niet standaard werd afgedwongen, maar in ieder afzonderlijk programma moest worden ingebouwd. Mede daardoor verloor het in de jaren negentig veel marktaandeel aan producten die hiertoe wel in staat waren.